# Porozumienie w Algierze (1975)

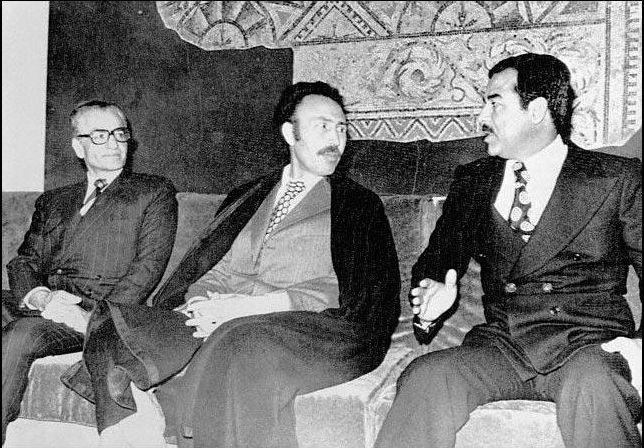
Spotkanie przedstawicieli Iraku i Iranu w Algierze przed podpisaniem porozumienia. Siedzą od lewej szach Iranu Mohammad Reza Pahlawi, prezydent Algierii Huari Bumedien i wiceprezydent Iraku Saddam Husajn

Porozumienie w Algierze – porozumienie zawarte w Algierze 13 marca 1975 między Irakiem i Iranem. Dotyczyło one sporu o granicę obu państw na Szatt al-Arab (w j. perskim Arwand Rud) oraz kwestii wspierania przez Iran Kurdów irackich. Wbrew postanowieniom umowy Irak wypowiedział ją jednostronnie w 1980.

## Okoliczności podpisania
Powstanie Kurdów, walczących o niepodległość pod wodzą Mustafy Barzaniego, było jednym z najpoważniejszych problemów wewnętrznych, jakie stały przed rządzącą w Iraku od zamachu stanu w 1968 partią Baas. W sierpniu 1974 Irak skierował do walki z Kurdami 80% swojej armii, w tym broń pancerną, lotnictwo i ciężką artylerię. Od 110 do 130 tys. Kurdów zbiegło do Iranu, jednak dzięki dostawom broni z Teheranu kurdyjscy partyzanci byli w stanie skutecznie stawiać opór armii irackiej. Na dłuższą metę szach Iranu Mohammad Reza Pahlawi nie miał jednak zamiaru dopuścić do zbytniego wzmocnienia Kurdów, by Kurdowie irańscy również nie zaczęli walczyć o niezawisłość.
Władze irackie wiedziały, że Kurdowie pozbawieni irańskiego wsparcia nie będą w stanie kontynuować oporu i zabiegał o wycofanie się przez szacha z udzielania Barzaniemu pomocy. Również inne państwa uważały, że zakończenie konfliktu w irackim Kurdystanie byłoby w ich interesie. Pierwsza próba mediacji między Teheranem a Bagdadem podjęta w 1973 przez Związek Radziecki zakończyła się niepowodzeniem, jednak w roku następnym sukces odniosła mediacja prowadzona przez jordańskiego króla Husajna. Obie strony spotkały się w 1975 w Stambule, a jako mediatorzy wystąpili prezydenci Egiptu Anwar as-Sadat i Algierii Huari Bumedien.

## Podpisanie porozumienia i jego postanowienia
Wicerezydent Iraku Saddam Husajn i szach Iranu podpisali porozumienie regulujące kwestię kurdyjską i spór graniczny 13 marca 1975 w Algierze. Iran zobowiązał się zaprzestać wysyłania Kurdom broni, co doprowadziło do szybkiego zakończenia walk w Kurdystanie. Władze irańskie zagroziły nawet kurdyjskim partyzantom, że pomogą armii irackiej w walce z nimi, jeśli Kurdowie nie pogodzą się z porozumieniem. W zamian za te ustępstwa ze strony Iranu Irak przystał na wytyczenie granicy na rzece Szatt al-Arab wzdłuż linii talwegu.
Po zawarciu porozumienia stosunki iracko-irańskie unormowały się. Dwa tygodnie po podpisaniu porozumienia w Algierze Irak i Iran zawarły traktat o przyjaźni. Aż do rewolucji islamskiej w Iranie relacje te były bardzo dobre, chociaż po stłumieniu powstania kurdyjskiego Irak zaczął wyrażać zastrzeżenia co do przebiegu granicy ustalonego w porozumieniu z Algieru.
Porozumienie algierskie zostało jednostronnie wypowiedziane 17 września 1980 przez iracką Radę Dowództwa Rewolucji; prezydent Iraku Saddam Husajn manifestacyjnie podarł tekst traktatu przed kamerami telewizyjnymi. Trzy dni później władze w Teheranie ogłosiły powszechną mobilizację, zaś 22 września od wkroczenia wojsk irackich na terytorium Iranu rozpoczęła się wojna iracko-irańska.